# San Juan del Olmo
San Juan del Olmo è un comune spagnolo di 113 abitanti situato nella comunità autonoma di Castiglia e León.